# تیکو الکتریک
تیکو الکتریک (انگلیسی: TECO Electric) شرکت الکترونیک تایوانی است، که در سال ۱۹۵۶ تأسیس شد.